# Melbourne Rising
Melbourne Rising – australijski zespół rugby union z siedzibą w Melbourne utworzony w 2014 roku przez Victorian Rugby Union w celu uczestniczenia w National Rugby Championship.

## Historia
Drużyna powstała po ogłoszeniu utworzenia National Rugby Championship jako jedna z dziewięciu uczestniczących w inauguracyjnym sezonie rozgrywek. Szkoleniowcem zespołu został Sean Hedger, asystent trenera Rebels. Skład został ogłoszony na przełomie lipca i sierpnia 2014 roku, a kapitanem zespołu został mianowany Nic Stirzaker. W następnym sezonie trenerem został Zane Hilton, asystent trenera Rebels, zaś współkapitanami Colby Faingaʻa i Scott Fuglistaller. Hilton prowadził zespół także w dwóch kolejnych sezonach.

## Stadion
Domowe mecze zespołu były w inauguracyjnym sezonie rozgrywane na AAMI Park, zaś w kolejnych na stadionach w całym stanie. 

## Stroje
Zawodnicy przywdziewają różowo-niebieskie stroje z herbem przedstawiającym pół gwiazdy oznaczającym wschodzące gwiazdy tego sportu, kwiat z rodziny wrzosowatych będący stanowym emblematem oraz pięć gwiazd przejęte z logo Rebels.

## Składy

### Skład 2014
W trzydziestopięcioosobowym składzie na sezon 2014 znaleźli się prócz graczy Rebels także zawodnicy rezerw oraz wszystkich dziewięciu drużyn klubowych uczestniczących w rozgrywkach Dewar Shield: Cruze Ah-Nau, Paul Alo-Emile, Fereti Sa'aga, Finbar Simpson, Toby Smith, Tui Tuiatua / Greg Bauer, Patrick Leafa, Tom Sexton / Frank Amituanai, Angus Hamilton, Sam Jeffries, Luke Jones, Cadeyrn Neville / Scott Higginbotham, Sean McMahon, OJ Noa, Reuben Rolleston, Pom Simona, Sione Taufa, Lopeti Timani / Ben Meehan, Junior Paila, Nic Stirzaker / Jack Debreczeni, Shane Imo, Martin Naufahu / Mitch Inman, Lloyd Johansson, Sefa Naivalu / Tom English, Joe Kamana, Telusa Veainu / Rennie Lautolo-Molimau, Jonah Placid. Higginbotham i Jones byli przydzielonymi do zespołu aktualnymi reprezentantami kraju i ich udział w zawodach był zależny od obowiązków w kadrze.

### Skład 2015
W trzydziestotrzyosobowym składzie na sezon 2015 znaleźli się prócz graczy Rebels także zawodnicy rezerw oraz wszystkich dziewięciu drużyn klubowych uczestniczących w rozgrywkach Dewar Shield: Cruze Ah-Nau, Duncan Chubb, Tim Metcher, Tom Moloney, Matt Onesemo, Fereti Sa'aga, Mike Tyler / Mitch Andrews, Patrick Leafa, Jordan Uelese / Steve Cummins, Murray Douglas, Sam Jeffries, Luke Jones, Sakaria Noa / Colby Faingaʻa, Scott Fuglistaller, Sean McMahon, Jordy Reid, Pom Simona, Sione Taufa, Lopeti Timani / Ben Meehan, Junior Paila, Maradona Farao / Jack Debreczeni / Lloyd Johansson, Leo Taliu, Taiso Silafai-Leaana, Sasa Tofilau, Sione Tuipulotu / Tom English, Stacey Ili, Dom Shipperley / Justin Marsters, Jonah Placid, Filipe Vilitati. English, Jones i McMahon byli przydzielonymi do zespołu aktualnymi reprezentantami kraju i ich udział w zawodach był zależny od obowiązków w kadrze.

### Skład 2016
W trzydziestotrzyosobowym składzie na sezon 2016 znalazło się prócz graczy związanych z Rebels także ośmiu zawodników reprezentujących kluby uczestniczące w lokalnych rozgrywkach: Cruze Ah-Nau, Tyrel Lomax, Tim Metcher, Tom Moloney, Fereti Sa'aga, Toby Smith / James Hanson, Pat Leafa, Siliva Siliva, Jordan Uelese / Steve Cummins, Murray Douglas, Sam Jeffries, Alex Toolis / Colby Faingaʻa, Harley Fox, Ikapote Tupai, Rob Leota, Sean McMahon, Jordy Reid, Sione Taufa / Ben Meehan, Mick Snowden, Nic Stirzaker / Jack Debreczeni / Lloyd Johansson, Taiso Silafai-Leaana, Sefa Naivalu, Sione Tuipulotu, Elias Vole / Tom English, Dom Shipperley, Ah-Mu Tuimalealiifano / Reece Hodge, Jack Maddocks, Jonah Placid.

### Skład 2017
W trzydziestodwuosobowym składzie na sezon 2017 znaleźli się: Angus Arundel, Steve Cummins, Pone Fa'amuasili, Maradona Farao, Harrison Goddard, Josh Fenner, Esei Haangana, James Hanson, Reece Hodge, Henry Hutchison, Lloyd Johansson, Simei Kolio, Marika Koroibete, Rob Leota, Angelo Leaupepe, Jack Maddocks, Emmanuel Maufou, Jack McGregor, Sean McMahon, Tom Moloney, Sefa Naivalu, Rory O'Connor, Hunter Paisami, Fereti Sa'aga, Oliva Sialau, Siliva Siliva, Toby Smith, Nic Stirzaker, Sione Taufa, Lopeti Timani, Alex Toolis, Sione Tuipulotu, Ikapote Tupai, Semisi Tupou, Jordan Uelese, Mahe Vailanu.